# Querband des ersten Halswirbels

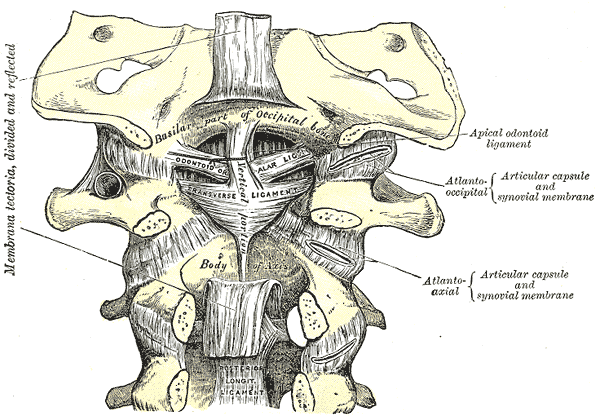

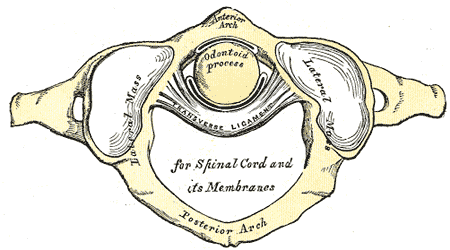

Das Querband des ersten Halswirbels (Ligamentum transversum atlantis) ist der Hauptteil des kreuzförmigen Bandes. Es verbindet die beiden Seitenteile des Atlas (Massae laterales). In der Mitte kommt es zur Überkreuzung von Fasern, weshalb das Band dort breiter und dicker ist. Im Bereich der Articulatio atlantoaxialis mediana des zweiten Kopfgelenks ist in das Band eine Schicht Knorpelgewebe eingelagert. Das Querband hat eine Zugfestigkeit von 350 N und lässt sich bis zu 8 mm überdehnen.